# 가치합리적 행위
가치합리적 행위란 윤리, 규범, 신앙, 이데올로기, 가치관 등 특정한 가치의 실현을 목적으로 하는 행위를 의미한다.